# La Pantherre
La Pantherre is een historisch merk van motorfietsen.
De bedrijfsnaam was Motocycles et Moteurs La Pantherre, Lyon.
La Pantherre was een Frans merk dat van 1928 tot 1932 348- en 490 cc motorfietsen met JAP-blokken (zij- en kopkleppers) bouwde.